# Acmocera olympiana
Acmocera olympiana là một loài bọ cánh cứng trong họ Cerambycidae.